# أشرف حرامي (فلم)
 أشرف حرامي هو فيلم مصري من إنتاج 2008 من تاليف عصام حلمي وإخراج فخر الدين نجيدة. وقصة الفيلم مأخوذة من الفيلم الأمريكي بلو ستريك المنتج عام 1999.

## ملخص الاحداث
تدور أحداث الفيلم في اطار درامي بوليسي حيث ينتاول شخصية حرامي تضعه الظروف أمام تجربة حب مع ضابطة شرطة، وأثناء رحلة للبحث عن كنز من العصر الفرعوني يتم القبض عليه ثم يستعين به جهاز مخابرات من اجل القيام بمهام وطنية وتنشأ بينه وبين ضابطة الشرطة قصة حب رومانسية برغم أنه لص مما يؤدي الي صراع داخلي بين الواجب والضمير ولكنها تصبح نقطة تحول في حياة اللص ليكون إنسانا شريفا وتتوالى الأحداث.

## الشخصيات
- تامر عبد المنعم (اشرف)
- شيرين رضا
- ريكو
- سناء موزيان
- محمد شومان
- شعبان عبد الرحيم
- وحيد سيف
- محمد علي رزق

## روابط خارجية
- مقالات تستعمل روابط فنية بلا صلة مع ويكي بيانات